# Skíðblaðnir
En la mitología escandinava, Skíðblaðnir (Skidhbladhnir) es el barco de Frey. Fue hecho por Dvalin, Brok y Eitri, todos enanos hijos de Ivaldi. Originalmente pertenecía a Loki, pero este se lo dio a Frey en modo de disculpa por el robo del cabello rubio de Sif. La nave era bastante grande para soportar a la gran multitud de Asgard, y siempre que las velas eran alzadas, un buen viento lo seguía. Podía viajar por mar y tierra. Según la saga de los Ynglings, Skíðblaðnir estaba hecho de tantas piezas y con tal ingenio que podía ser doblado como una servilleta y llevado dentro de una bolsa.